# Artěl
Artěl (název odvozen z ruštiny, „артель“ znamená družstvo) byl jedním z nejvýznamnějších sdružení českého užitého umění a designu první poloviny 20. století. Vycházel ze vzorů a principů celostního řešení, zejména německých ateliérů a školy Bauhaus v Dessau a rakouských dílen Wiener Werkstätte, ale také z tradice obrody rukodělné práce z přírodních materiálů britského hnutí Arts & Crafts.
Sdružení se zabývalo navrhováním a zajišťovalo realizaci průmyslového designu a uměleckořemeslných předmětů (nádobí, nářadí, galanterie, hračky, šperk, užitá grafika) a bytové kultury (design interiérů a bytových doplňků, nábytek, osvětlovací tělesa, textilie, oděvy aj.). Družstvo bylo založeno v Praze v roce 1908. U jeho zrodu stáli Rudolf Stockar, Vlastislav Hofman, teoretik Alois Dyk a další osobnosti.. Artěl sídlil nejdříve U Prašné brány, roku 1920 byl rozšířen na Artěl, umělecko-průmyslové podniky, ale jeho výrobní zázemí se nikdy nepodařilo sjednotit pod vlastní vedení a zůstala řada dílenských dodavatelů. Prodej se prolnul s vydavatelstvím Družstevní práce v Domě bytové kultury Krásná jizba, kde se výrobky Artělu prodávaly poté, co družstvo v době velké hospodářské krize zaniklo.
Členové Artělu a jeho spolupracovníci byli také členy několika dalších spolků, Devětsilu, Kruhu výtvarných umělkyň a pedagogy Uměleckoprůmyslové školy v Praze.

## Významné osobnosti Artělu
- Jaroslav Benda
- Vratislav Hugo Brunner
- Jaroslav Brychta
- Vlastislav Hofman
- Marie Hoppe-Teinitzerová
- Jaroslav Horejc
- Josef Chochol
- Pavel Janák
- Helena Johnová
- Jan Konůpek
- František Kysela
- Vilemína (Minka) Podhajská
- Josef Rosipal
- Ludvika Smrčková
- Rudolf Stockar
- Ladislav Sutnar
- Václav Vilém Štech
- Jaroslava Vondráčková

## Příklady realizací umělců Artělu

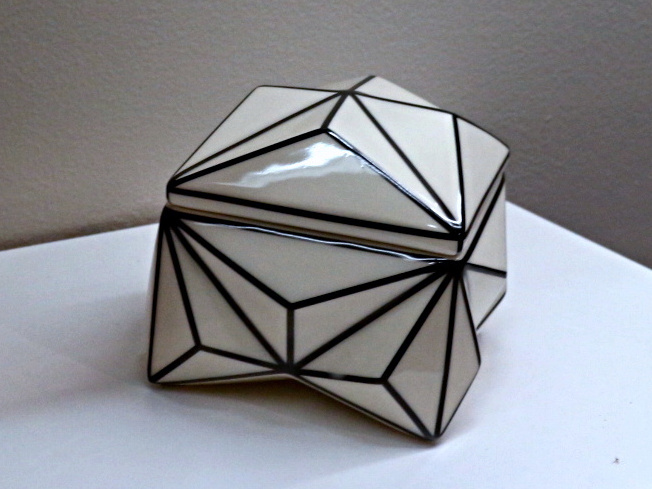
Cukřenka ve tvaru krystalu. Pavel Janák, 1911
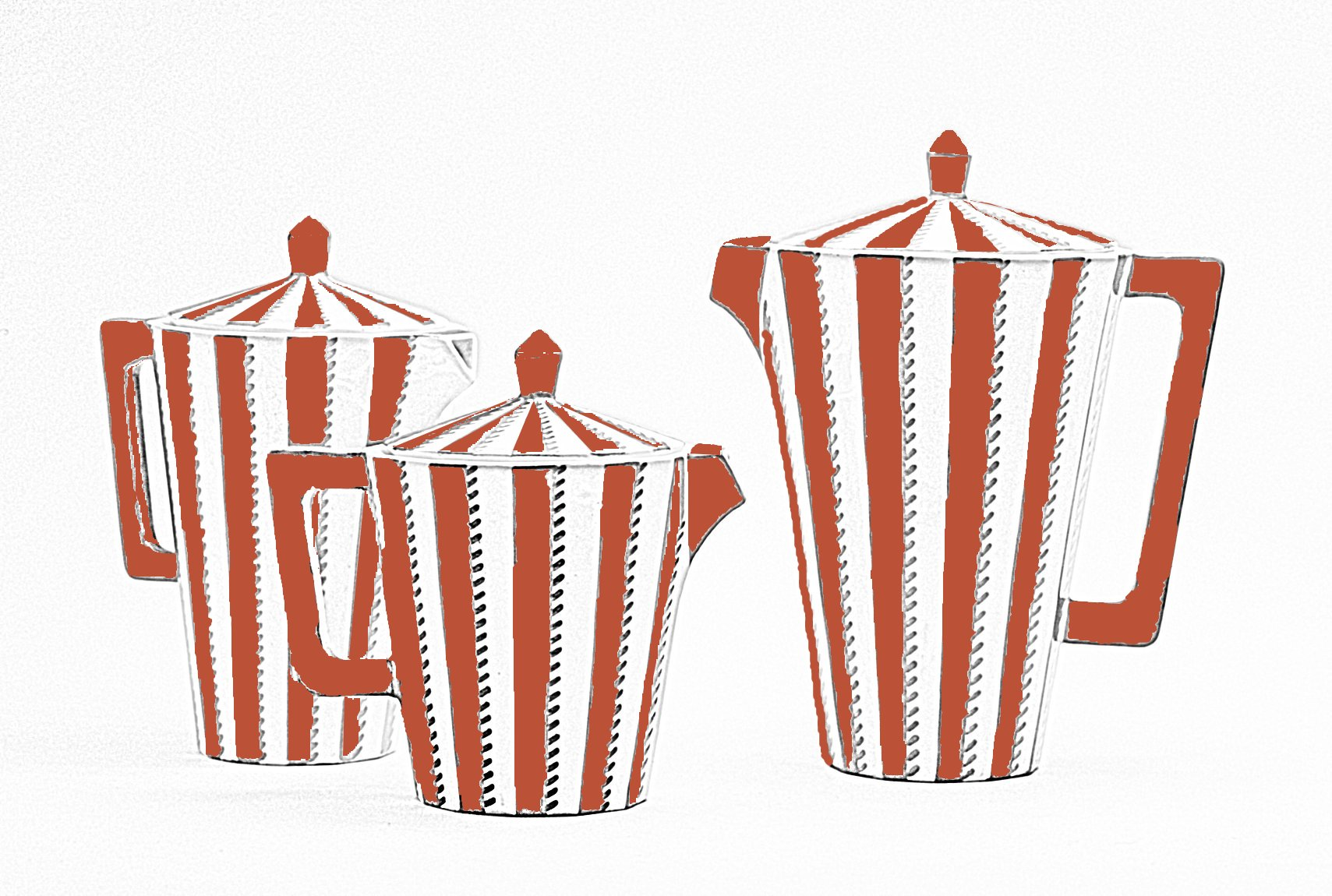
Kávový servis s plochými uchy v různých dekorech. Pavel Janák, 1912–1919
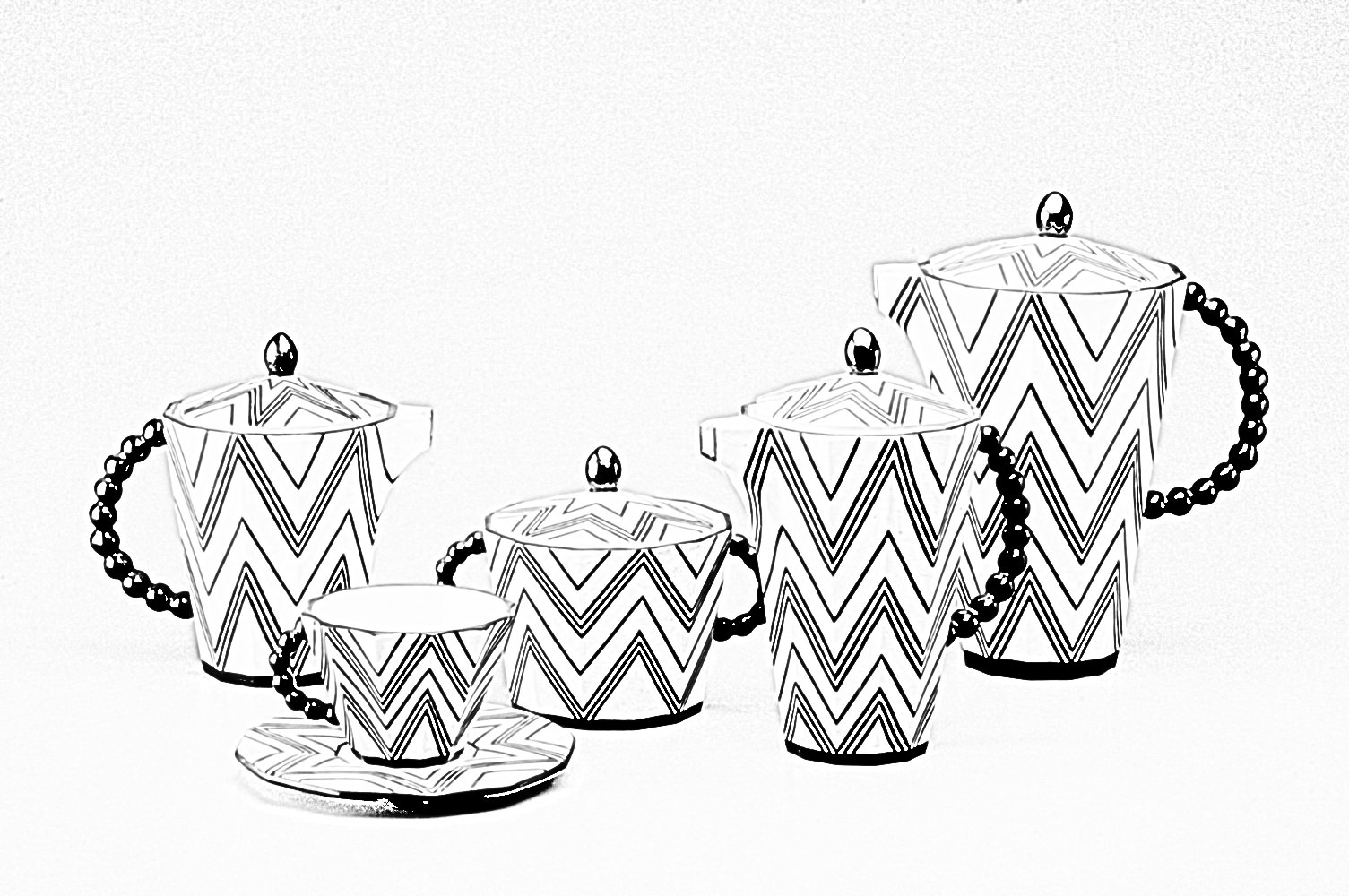
Kávový servis s okrouhlými uchy. Pavel Janák, 1911
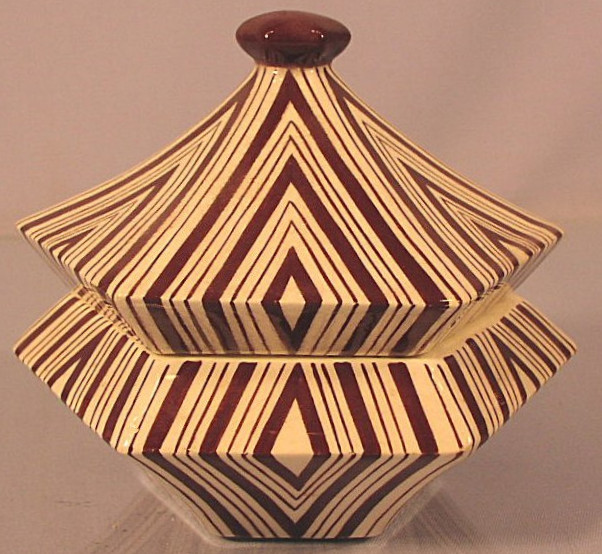
Keramická dóza. Pavel Janák, kolem roku 1920
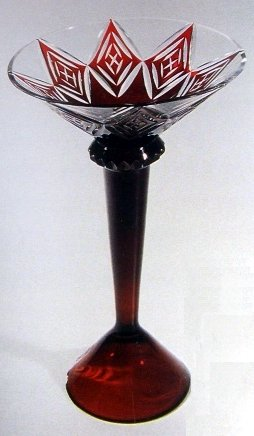
Sklenka na sekt. Josef Rosipal, 1914
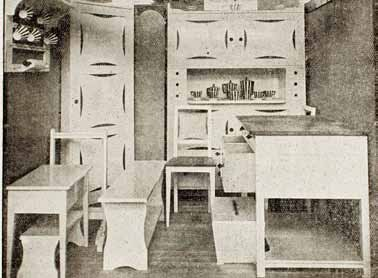
Kuchyň. Rudolf Stockar, výstava Artělu na II. pražském veletrhu umění, 1921